# Trafún (Los Lagos)
Trafún es un caserío de la comuna de Los Lagos, ubicada en el sector suroeste de la comuna, en la ribera sur del Río Remehue, en la confluencia con el Río Trafún.
Aquí se encuentra la escuela rural Trafún.

## Hidrología
Trafún se encuentra en la ribera sur del Río Remehue, cerca de la confluencia del Río Trafún.

## Accesibilidad y transporte
A Trafún se accede desde la ciudad de Los Lagos a través de las Rutas T-45 y T-531 a 36,9 km